# Шишкіна Еліна Вікторівна
Елі́на Ві́кторівна Ши́шкіна (нар. 6 серпня 1982, Кіровоград) — українська політик. Народний депутат України 6-го скликання. Кандидат юридичних наук.

## Освіта
У 2005 році закінчила Інститут міжнародних відносин Київського національного університету імені Тараса Шевченка, відділення «міжнародне право». У 2009 році в Інституті держави і права імені В. М. Корецького Національної академії наук України захистила дисертацію та здобула науковий ступінь кандидата юридичних наук. У 2011 році закінчила Інститут післядипломної освіти Київського національного університету імені Тараса Шевченка.

## Кар'єра
1999–2002, 2004–2006, 2006–2007 — помічниця-консультантка народного депутата України.
Народний депутат України 6-го скликання з 23 листопада 2007 до 12 грудня 2012 від «Блоку Юлії Тимошенко», № 75 в списку. На час виборів: тимчасово не працювала, безпартійна. Член фракції «Блок Юлії Тимошенко» (з листопада 2007). Голова підкомітету з питань конституційного статусу Президента України, Кабінету Міністрів України, центральних органів виконавчої влади Комітету з питань правової політики (з грудня 2007).
Володіє англійською та французькою мовами.

## Родина
- Батько Віктор Шишкін (1952) — суддя Конституційного Суду України.
- Мати Олена Олегівна.
- Неодружена.

## Джерело
- Верховна Рада України 6-го скликання